# Nati il 2 maggio
| Questa pagina contiene informazioni ricavate automaticamente dalle voci biografiche con l'ausilio del template Bio e di un bot. L'aggiornamento è periodico e automatico e ricostruisce completamente la pagina. Se manca una persona in questa lista, sei pregato di non aggiungerla, ma accertati piuttosto che la sua voce biografica contenga il template Bio e che i dati anagrafici siano correttamente compilati. Se il template Bio manca, inseriscilo tu stesso o, in alternativa, metti l'avviso {{tmp\|Bio}} che ne segnala la mancanza. Se i dati riportati sono sbagliati, correggi direttamente la voce biografica; le modifiche saranno visibili in questa lista entro pochi giorni. Per chiarimenti vedi il progetto biografie. La lista contiene solo le 1.149 persone che sono citate nell'enciclopedia e per le quali è stato implementato correttamente il template Bio. Pagina aggiornata al 9 ago 2025. |

## XII secolo(1)
- 1197 - Guglielmo di Braose († 1230)

## XIV secolo(1)
- 1360 - Yongle, imperatore cinese († 1424)

## XV secolo(3)
- 1437 - Filippo Buonaccorsi, umanista e scrittore italiano († 1496)
- 1451 - Renato II di Lorena, nobile francese († 1508)
- 1458 - Eleonora di Viseu, regina († 1525)

## XVI secolo(8)
- 1515 - Sibilla di Sassonia, principessa († 1592)
- 1543 - Jan Moretus, tipografo fiammingo († 1610)
- 1574 - Giovanna della Scala, nobildonna tedesca († 1644)
- 1579 - Tokugawa Hidetada, militare giapponese († 1632)
- 1588 - Étienne Pascal, magistrato e matematico francese († 1651)
- 1593 - John Forbes, teologo scozzese († 1648)
- 1593 - Caterina di Ferdinando de' Medici, nobile († 1629)
- 1594 - Francesco Carlo di Sassonia-Lauenburg, nobile tedesco († 1660)

## XVII secolo(11)
- 1602 - Giacomo Corradi, cardinale e vescovo cattolico italiano († 1666)
- 1602 - Athanasius Kircher, gesuita, filosofo e storico tedesco († 1680)
- 1622 - Silvio I Nimrod di Württemberg-Oels, duca († 1664)
- 1631 - John Murray, I marchese di Atholl, politico scozzese († 1703)
- 1633 - Eugenio Maurizio di Savoia-Soissons, nobile e militare francese († 1673)
- 1660 - Luigi Giulio di Savoia, militare italiano († 1683)
- 1660 - Alessandro Scarlatti, compositore italiano († 1725)
- 1682 - Federico Guglielmo I di Schleswig-Holstein-Sonderburg-Beck, nobile e militare tedesco († 1719)
- 1684 - Guglielmo Enrico di Nassau-Usingen, nobile tedesco († 1718)
- 1695 - Giovanni Niccolò Servandoni, architetto, pittore e scenografo italiano († 1766)
- 1700 - Carlotta di Hanau-Lichtenberg, nobile tedesca († 1726)

## XVIII secolo(33)
- 1702 - Friedrich Christoph Oetinger, teologo e teosofo tedesco († 1782)
- 1707 - Jean-Baptiste Barrière, compositore francese († 1747)
- 1713 - Thomas Bond, medico e chirurgo statunitense († 1784)
- 1724 - Joaquín Atanasio Pignatelli de Aragón y Moncayo, diplomatico spagnolo († 1776)
- 1729 - Caterina II di Russia, russa († 1796)
- 1730 - Sigismund Anton von Hohenwart, arcivescovo cattolico austriaco († 1820)
- 1734 - Johann August Nösselt, teologo tedesco († 1807)
- 1737 - William Petty, II conte di Shelburne, nobile e politico inglese († 1805)
- 1740 - Paolo Morellati, compositore e organista italiano († 1807)
- 1740 - Nicholas Pocock, pittore inglese († 1821)
- 1745 - Ranjit Singh di Bharatpur, indiano († 1805)
- 1746 - Robert Lindet, politico e avvocato francese († 1825)
- 1748 - Antonio Litta Visconti Arese, nobile e politico italiano († 1820)
- 1750 - John André, militare e poeta inglese († 1780)
- 1754 - Vicente Martín y Soler, compositore spagnolo († 1806)
- 1754 - Franciszek Zabłocki, drammaturgo polacco († 1821)
- 1758 - Camillo Pacetti, scultore italiano († 1826)
- 1761 - Richard Anthony Salisbury, botanico inglese († 1829)
- 1764 - Friedrich von Gentz, politico e diplomatico prussiano († 1832)
- 1765 - Marie François Rouyer, militare francese († 1824)
- 1767 - Jean Antoine Verdier, generale francese († 1839)
- 1768 - Jean-Louis Alibert, dermatologo e scrittore francese († 1837)
- 1772 - Novalis, poeta, teologo e filosofo tedesco († 1801)
- 1773 - Henrik Steffens, filosofo e naturalista danese († 1845)
- 1778 - Filippetto de Marinis, patriota italiano († 1799)
- 1779 - John Galt, scrittore scozzese († 1839)
- 1780 - Pietro Holl, architetto italiano († 1850)
- 1787 - Martial de Guernon-Ranville, magistrato e politico francese († 1866)
- 1795 - Narciso Clavería y Zaldúa, militare e funzionario spagnolo († 1851)
- 1796 - Giuseppe Balducci, compositore italiano († 1845)
- 1796 - Pietro Conti da Cilavegna, ingegnere e inventore italiano († 1856)
- 1797 - Abraham Pineo Gesner, medico e geologo canadese († 1864)
- 1799 - George Pratt, II marchese di Camden, nobile e politico inglese († 1866)

## XIX secolo(150)
- 1801 - Louis Blanchenay, avvocato e politico svizzero († 1881)
- 1802 - Heinrich Gustav Magnus, chimico e fisico tedesco († 1870)
- 1803 - Albert Küchler, pittore danese († 1886)
- 1805 - Leonardo Andervolti, patriota italiano († 1867)
- 1805 - Leonardo Vigo Fuccio, politico italiano († 1882)
- 1806 - Charles Gleyre, pittore svizzero († 1874)
- 1806 - Caterina Labouré, religiosa francese († 1876)
- 1807 - Fanny Geefs, pittrice belga († 1883)
- 1808 - Emma Darwin, britannica († 1896)
- 1808 - Alessandro Pernati di Momo, politico e magistrato italiano († 1894)
- 1809 - Carlo Belgrado, patriarca cattolico e diplomatico italiano († 1866)
- 1809 - Léon Renier, storico, bibliotecario e epigrafista francese († 1885)
- 1810 - Adolf Holtzmann, filologo e germanista tedesco († 1870)
- 1810 - Hans Christian Lumbye, compositore e direttore d'orchestra danese († 1874)
- 1810 - Christian Georg Theodor Ruete, oculista tedesco († 1867)
- 1814 - Domenico Caldara, pittore italiano († 1897)
- 1814 - Gerolamo Maglione, politico italiano († 1895)
- 1815 - David S. Walker, politico, avvocato e giudice statunitense († 1891)
- 1819 - Ippolit Monighetti, architetto russo († 1878)
- 1823 - José Vicente Barbosa du Bocage, naturalista e politico portoghese († 1907)
- 1824 - Giuseppe Cugnoni, latinista, filologo e bibliotecario italiano († 1908)
- 1828 - Antonio Maria Ceriani, presbitero italiano († 1907)
- 1828 - Désiré Charnay, esploratore, archeologo e fotografo francese († 1915)
- 1832 - Santo Siorpaes, alpinista e militare italiano († 1900)
- 1832 - Francesco Zuccaro Floresta, imprenditore, militare e politico italiano
- 1833 - Giuseppe Mascia, politico e medico italiano († 1910)
- 1835 - Salvatore Greco dei Chiaramonte, schermidore e patriota italiano († 1910)
- 1835 - Giuseppe Porro, archivista italiano († 1904)
- 1836 - Jules Renaudot, scultore francese († 1901)
- 1841 - Henry Brand, II visconte Hampden, politico inglese († 1906)
- 1842 - Felix Victor Birch-Hirschfeld, patologo tedesco († 1899)
- 1842 - Costantino Dall'Argine, compositore e direttore d'orchestra italiano († 1877)
- 1843 - Carl Michael Ziehrer, compositore e direttore d'orchestra austriaco († 1922)
- 1844 - Emil Schürer, storico e teologo tedesco († 1910)
- 1845 - Ladislaus Hengelmüller von Hengervár, diplomatico e nobile austriaco († 1917)
- 1846 - Louis Leitz, inventore e designer tedesco († 1918)
- 1847 - Mario Leoni, commediografo, giornalista e politico italiano († 1931)
- 1851 - Giuseppe Primoli, collezionista d'arte italiano († 1927)
- 1852 - Max von Gallwitz, generale e politico tedesco († 1937)
- 1853 - Antonio Maura, avvocato e politico spagnolo († 1925)
- 1853 - Carl Rabl, anatomista austriaco († 1917)
- 1854 - Josef Stenbäck, architetto e ingegnere finlandese († 1929)
- 1856 - Helene von Druskowitz, filosofa, scrittrice e critica musicale austriaca († 1918)
- 1857 - Caroline Playne, storica inglese († 1948)
- 1858 - Edith Oenone Somerville, scrittrice e artista irlandese († 1949)
- 1858 - Karl Touton, dermatologo e botanico tedesco († 1934)
- 1859 - Pasquale Del Pezzo, matematico e politico italiano († 1936)
- 1859 - Jerome K. Jerome, scrittore, giornalista e umorista britannico († 1927)
- 1860 - William Bayliss, fisiologo britannico († 1924)
- 1860 - Heva Coomans, pittrice belga († 1939)
- 1860 - Theodor Herzl, giornalista, attivista e drammaturgo ungherese († 1904)
- 1860 - D'Arcy Wentworth Thompson, biologo e naturalista britannico († 1948)
- 1861 - Johannes Geffcken, filologo classico tedesco († 1935)
- 1861 - Christian Georg Schmorl, patologo tedesco († 1932)
- 1862 - Maurice Emmanuel, compositore francese († 1938)
- 1865 - Clyde Fitch, drammaturgo e scrittore statunitense († 1909)
- 1865 - Nicola Guerra, ballerino italiano († 1942)
- 1866 - Albrecht Dieterich, filologo classico tedesco († 1906)
- 1866 - Nicola Gualtieri, militare e politico italiano († 1953)
- 1866 - Paul Kretschmer, linguista e filologo tedesco († 1956)
- 1866 - Jesse William Lazear, medico statunitense († 1900)
- 1866 - Gustav Lindau, micologo e botanico tedesco († 1923)
- 1867 - Giuseppe Morello, mafioso italiano († 1930)
- 1868 - Crescenzo Del Monte, poeta italiano († 1935)
- 1868 - Robert Williams Wood, fisico e inventore statunitense († 1955)
- 1869 - Tyrone Power, attore britannico († 1931)
- 1869 - Charles Voight, tennista statunitense († 1929)
- 1870 - Jan Mařák, violinista e insegnante cecoslovacco († 1932)
- 1870 - Eugenio Sauli, ciclista su strada italiano († 1947)
- 1870 - Lewis J. Selznick, produttore cinematografico ucraino († 1933)
- 1870 - Oskar Zwintscher, pittore e illustratore tedesco († 1916)
- 1872 - Harold Fowler McCormick, imprenditore statunitense († 1941)
- 1872 - Ichiyō Higuchi, scrittrice e poetessa giapponese († 1896)
- 1872 - Richard Wallace, schermidore francese († 1941)
- 1873 - Jurgis Baltrušaitis, artista, poeta e traduttore lituano († 1944)
- 1873 - Federico Tommaso Paolini, marinaio italiano († 1926)
- 1873 - William Paxton, pittore canadese († 1965)
- 1873 - Salvatore Sini, avvocato e scrittore italiano († 1954)
- 1874 - Luigi De Gregori, bibliotecario italiano († 1947)
- 1874 - Johannes Greber, presbitero e politico tedesco († 1944)
- 1875 - Albano Sorbelli, storico, bibliografo e bibliotecario italiano († 1944)
- 1876 - Artturi Aalto, politico e giornalista finlandese († 1937)
- 1876 - Alfredo Gargiulo, critico letterario, scrittore e traduttore italiano († 1949)
- 1876 - Vladimir Ivanovič Nevskij, storico e rivoluzionario russo († 1937)
- 1877 - Gustavo Ingrosso, giurista e politico italiano († 1968)
- 1878 - Roy Atwell, attore statunitense († 1962)
- 1878 - Ferdinando Paolieri, scrittore, poeta e commediografo italiano († 1928)
- 1878 - Pietro Piraino, scultore italiano († 1950)
- 1879 - Otto Hoffman, attore statunitense († 1944)
- 1879 - Afanasij Nikolaevič Matjušenko, marinaio e rivoluzionario russo († 1907)
- 1879 - Clemente Merlo, linguista e glottologo italiano († 1960)
- 1879 - Abd al-Muhsin al-Sa'dun, politico iracheno († 1929)
- 1880 - Edvige Carboni, mistica italiana († 1952)
- 1880 - Nicolaus Hartmann, architetto svizzero († 1956)
- 1880 - Bill Horr, discobolo, martellista e pesista statunitense († 1955)
- 1880 - Adolphe Klingelhoeffer, velocista, ostacolista e rugbista a 15 francese († 1956)
- 1880 - Walter Schnackenberg, grafico e illustratore tedesco († 1961)
- 1881 - Ernst Legal, attore e regista teatrale tedesco († 1955)
- 1881 - Şehsuvar Hanim, ottomana († 1945)
- 1882 - James Francis Byrnes, politico e statistico statunitense († 1972)
- 1883 - Alessandro Cagno, pilota automobilistico e pioniere dell'aviazione italiano († 1971)
- 1883 - Luigi Mentasti, generale italiano († 1958)
- 1883 - Otto Weidt, imprenditore tedesco († 1947)
- 1885 - Hedda Hopper, attrice e giornalista statunitense († 1966)
- 1885 - Nikolaj Vasil'evič Krylenko, giurista sovietico († 1938)
- 1885 - Mauro Picone, matematico italiano († 1977)
- 1886 - Edward Alexander, attore statunitense († 1964)
- 1886 - Gottfried Benn, poeta, scrittore e medico tedesco († 1956)
- 1887 - Vernon Castle, ballerino inglese († 1918)
- 1887 - Eddie Collins, giocatore di baseball statunitense († 1951)
- 1887 - Joseph Pinzolo, mafioso italiano († 1930)
- 1887 - Pietro Silva, storico italiano († 1954)
- 1888 - Giuseppe Contesini, ciclista su strada italiano († 1958)
- 1888 - Josef Kaltenbrunner, calciatore austriaco († 1951)
- 1888 - Maxime Real del Sarte, scultore e politico francese († 1954)
- 1888 - Paolo Thaon di Revel, politico, dirigente sportivo e schermidore italiano († 1973)
- 1889 - Leone Gessi, pubblicista e critico letterario italiano († 1967)
- 1889 - Ridolfo Mazzucconi, giornalista e scrittore italiano († 1959)
- 1890 - Cesarina Gualino, ballerina, pittrice e collezionista d'arte italiana († 1992)
- 1890 - E. E. Smith, autore di fantascienza statunitense († 1965)
- 1891 - Pietro Tortorici, matematico italiano († 1966)
- 1891 - Rudolf Toussaint, generale tedesco († 1968)
- 1892 - Pierre Chayriguès, allenatore di calcio e calciatore francese († 1965)
- 1892 - Trude Hesterberg, attrice tedesca († 1967)
- 1892 - Vadal Peterson, allenatore di pallacanestro statunitense († 1976)
- 1892 - Manfred von Richthofen, aviatore e ufficiale tedesco († 1918)
- 1892 - Oten Shimokawa, fumettista e animatore giapponese († 1973)
- 1893 - Alberto Pumarejo, politico colombiano († 1970)
- 1894 - Michele Busiri Vici, architetto e urbanista italiano († 1981)
- 1894 - Antonio Pavan, politico italiano († 1953)
- 1894 - István Priboj, allenatore di calcio e calciatore ungherese († 1957)
- 1894 - Norma Talmadge, attrice e produttrice cinematografica statunitense († 1957)
- 1895 - Lando Ferretti, politico, giornalista e dirigente sportivo italiano († 1977)
- 1895 - Carlo Gallina, militare e calciatore italiano († 1944)
- 1895 - Lorenz Hart, paroliere e librettista statunitense († 1943)
- 1895 - Wilm Hosenfeld, militare tedesco († 1952)
- 1895 - Alfred Kurella, scrittore e politico tedesco († 1975)
- 1895 - Norman Ross, nuotatore e pallanuotista statunitense († 1953)
- 1896 - Candido De Giovanni, calciatore italiano († 1969)
- 1896 - Jakym Sen'kivs'kyj, presbitero ucraino († 1941)
- 1896 - Árpád Vajda, scacchista ungherese († 1967)
- 1896 - Elena di Grecia, regina († 1982)
- 1897 - Johan Willem Beyen, politico olandese († 1976)
- 1897 - J. Fred Coots, compositore statunitense († 1985)
- 1898 - Rinaldo Barlassina, arbitro di calcio italiano († 1946)
- 1898 - Reino Ragnar Lehto, politico e funzionario finlandese († 1966)
- 1898 - Jean de Marco, scultore italiano († 1990)
- 1899 - Pasqualino Pasqualicchio, politico italiano († 1980)
- 1899 - Géza Takács, allenatore di calcio e calciatore ungherese († 1964)
- 1900 - Giuseppe Brogi, compositore di scacchi italiano († 1976)

## XX secolo(916)
- 1901 - Nicola Alexandrovich Benois, scenografo, pittore e disegnatore russo († 1988)
- 1901 - Willi Bredel, scrittore tedesco († 1964)
- 1901 - Rosa Dainelli, medico italiano († 1973)
- 1901 - Chiyo Miyako, supercentenaria giapponese († 2018)
- 1901 - Edouard Zeckendorf, medico, militare e matematico belga († 1983)
- 1902 - Brian Aherne, attore e scrittore inglese († 1986)
- 1902 - Axel Alfredsson, calciatore svedese († 1966)
- 1902 - David Bowes-Lyon, nobile britannico († 1961)
- 1902 - Mario Craveri, direttore della fotografia e regista italiano († 1990)
- 1902 - Werner Finck, cabarettista, attore e scrittore tedesco († 1978)
- 1902 - Ernesto Grassi, filosofo italiano († 1991)
- 1902 - Arturo Licata, supercentenario italiano († 2014)
- 1902 - Erin O'Brien-Moore, attrice statunitense († 1979)
- 1903 - Virginio Borioni, politico e partigiano italiano († 1961)
- 1903 - Marcel Houyoux, ciclista su strada belga († 1983)
- 1903 - Benjamin Spock, pediatra e educatore statunitense († 1998)
- 1903 - Spiegle Willcox, trombonista statunitense († 1999)
- 1904 - Bruno Bianchi, velista italiano († 1988)
- 1904 - Orlando Bocchi, calciatore italiano († 1932)
- 1904 - Bill Brandt, fotografo britannico († 1983)
- 1904 - Attilio da Empoli, economista italiano († 1948)
- 1904 - Maurice Estève, pittore francese († 2001)
- 1904 - Lajos Homonnai, pallanuotista ungherese
- 1905 - Hanns Kilian, bobbista tedesco († 1981)
- 1905 - Sidney Skolsky, giornalista, sceneggiatore e produttore cinematografico statunitense († 1983)
- 1906 - Wolfgang Abendroth, politologo e giurista tedesco († 1985)
- 1906 - Aldo Bedogni, calciatore italiano
- 1906 - Philippe Halsman, fotografo statunitense († 1979)
- 1906 - Aulikki Rautawaara, soprano finlandese († 1990)
- 1906 - Aileen Riggin, nuotatrice e tuffatrice statunitense († 2002)
- 1906 - Aleksandrs Varakājs, calciatore lettone († 1964)
- 1907 - Abrantes Mendes, calciatore portoghese († 1988)
- 1907 - Joseph Phạm Văn Thiên, vescovo cattolico vietnamita († 1997)
- 1908 - William Bakewell, attore statunitense († 1993)
- 1908 - Etienne-Auguste-Germain Loosdregt, vescovo cattolico e missionario francese († 1980)
- 1908 - Dave Neville, hockeista su ghiaccio canadese († 1991)
- 1908 - Ottavio Prosciutti, filologo classico italiano († 1982)
- 1909 - Leonid Davidovič Lukov, regista cinematografico sovietico († 1963)
- 1909 - Rhoda Rennie, nuotatrice sudafricana († 1963)
- 1909 - Emmeline Snively, imprenditrice statunitense († 1975)
- 1910 - Judd Marmor, psichiatra statunitense († 2003)
- 1910 - Maksim Mongužukovič Munzuk, attore, cantante e compositore russo († 1999)
- 1910 - Francesco Alessandro Ugolini, linguista e filologo italiano († 1990)
- 1910 - Francesco Vinci, rugbista a 15 e allenatore di rugby a 15 italiano († 1990)
- 1911 - Carlo Balestra di Mottola, militare, diplomatico e politico italiano († 1998)
- 1911 - Gian Evangelista Gobio, partigiano e militare italiano († 1945)
- 1911 - Michele Pallavicini, calciatore italiano († 1968)
- 1911 - Atanasio Vidaurreta Labra, religioso spagnolo († 1936)
- 1912 - Nigel Patrick, attore britannico († 1981)
- 1912 - Axel Springer, giornalista tedesco († 1985)
- 1913 - Pietro Frua, imprenditore e designer italiano († 1983)
- 1914 - Jan de Looper, hockeista su prato olandese († 1987)
- 1914 - Giovanni Zenaro, calciatore italiano
- 1915 - Doris Fisher, cantautrice statunitense († 2003)
- 1915 - Peggy Mount, attrice inglese († 2001)
- 1915 - Luciana Pieri Palombi, attrice italiana
- 1916 - Renato Cepparo, esploratore, scrittore e imprenditore italiano († 2007)
- 1916 - Gavriil Georgievič Egiazarov, regista sovietico († 1988)
- 1916 - Andy Farkas, giocatore di football americano statunitense († 2001)
- 1916 - Ivanoe Fraizzoli, imprenditore e dirigente sportivo italiano († 1999)
- 1916 - Eugenio Sirolli, aviatore italiano († 1943)
- 1917 - Ezio Bevilacqua, aviatore e militare italiano († 1942)
- 1917 - Filippo Carpi De Resmini, avvocato e funzionario italiano († 1993)
- 1917 - Albert Casteleyns, pallanuotista e bobbista belga († 1974)
- 1917 - Will Kuluva, attore, produttore cinematografico e produttore televisivo statunitense († 1990)
- 1917 - Ol'ga Aleksandrovna Sanfirova, aviatrice sovietica († 1944)
- 1917 - Văn Tiến Dũng, generale, politico e scrittore vietnamita († 2002)
- 1918 - Felice Cascione, partigiano e medico italiano († 1944)
- 1919 - Umberto Guarnieri, calciatore italiano († 1973)
- 1919 - Louis-Georges Niels, bobbista belga († 2000)
- 1919 - Than Wyenn, attore statunitense († 2015)
- 1920 - Jean-Marie Auberson, violinista e direttore d'orchestra svizzero († 2004)
- 1920 - Jean Bouvier, storico francese († 1987)
- 1920 - Guinn Smith, astista statunitense († 2004)
- 1921 - Roger Boussinot, scrittore, critico cinematografico e regista francese († 2001)
- 1921 - Satyajit Ray, regista, sceneggiatore e compositore indiano († 1992)
- 1921 - Walter Rudin, matematico statunitense († 2010)
- 1922 - Roscoe Lee Browne, attore e doppiatore statunitense († 2007)
- 1922 - Luděk Brož, teologo, giornalista e traduttore ceco († 2003)
- 1922 - Mattia Coppola, politico italiano
- 1922 - Piero Della Seta, politico, saggista e giornalista italiano († 2001)
- 1922 - Guerino Galzerano, scultore italiano († 2002)
- 1922 - Vladimir Hudolin, neurologo e psichiatra jugoslavo († 1996)
- 1922 - George C. Pimentel, chimico statunitense († 1989)
- 1922 - Serge Reggiani, attore e cantante italiano († 2004)
- 1922 - Carlos Roselló, cestista uruguaiano
- 1922 - Carlo Veo, sceneggiatore e regista italiano († 1995)
- 1922 - Vincenzo Voccia, calciatore italiano
- 1923 - Vilmos Diószegi, etnografo e orientalista ungherese († 1972)
- 1923 - Tilo Frey, politica svizzera († 2008)
- 1923 - Anton Guadagno, direttore d'orchestra italiano († 2002)
- 1923 - Patrick Hillery, politico irlandese († 2008)
- 1923 - Herman Lukoff, informatico statunitense († 1979)
- 1923 - Joseph Marie Đinh Bỉnh, vescovo cattolico vietnamita († 1989)
- 1924 - Theodore Bikel, attore e cantante austriaco († 2015)
- 1924 - James S Holmes, poeta e traduttore olandese († 1986)
- 1924 - Domenico Tosetti, antifascista e poliziotto italiano († 1950)
- 1925 - Eva Aeppli, pittrice, scultrice e astrologa svizzera († 2015)
- 1925 - Gray Barker, giornalista e scrittore statunitense († 1984)
- 1925 - Maria Barroso, attrice e politica portoghese († 2015)
- 1925 - Inga Gill, attrice svedese († 2000)
- 1925 - John Neville, attore britannico († 2011)
- 1925 - Renzo Soldani, ciclista su strada italiano († 2013)
- 1926 - Mirko Marjanović, cestista e allenatore di pallacanestro jugoslavo
- 1926 - Manlio Simonetti, filologo classico e latinista italiano († 2017)
- 1927 - Peter Bosa, politico e dirigente sportivo italiano († 1998)
- 1927 - Manlio Cipolla, allenatore di calcio, calciatore e nutrizionista italiano († 2013)
- 1927 - Giuseppe Gentile, veterinario italiano († 2000)
- 1927 - Aleksej Aleksandrovič Korenev, regista sovietico († 1995)
- 1927 - Aldo Matteotti, pittore, scultore e fotografo italiano († 1999)
- 1927 - Víctor Rodríguez Andrade, calciatore uruguaiano († 1985)
- 1927 - Gunnar Samuelsson, fondista svedese († 2007)
- 1927 - Roberto Souper Onfray, militare cileno († 2015)
- 1927 - Irwin Unger, storico statunitense († 2021)
- 1927 - Budge Wilson, scrittrice canadese († 2021)
- 1928 - Bruno Bolis, hockeista su pista e allenatore di hockey su pista italiano († 2011)
- 1928 - Angelo Castelli, politico e avvocato italiano († 2017)
- 1928 - Georges Arthur Goldschmidt, scrittore e traduttore tedesco
- 1928 - Maria Grötzer, ex schermitrice austriaca
- 1928 - Jacques-Louis Lions, matematico francese († 2001)
- 1928 - Carlo Sabattini, ambientalista italiano († 1989)
- 1928 - Manuel Torres Soto, calciatore spagnolo († 1992)
- 1929 - Édouard Balladur, politico francese
- 1929 - James Dillion, discobolo e pesista statunitense († 2010)
- 1929 - Eddie Garcia, attore e regista filippino († 2019)
- 1929 - Paul Leaf, regista, attore e sceneggiatore statunitense
- 1929 - Silvano Mari, calciatore italiano († 1974)
- 1929 - Luigi Norbiato, calciatore italiano († 1983)
- 1929 - Eugenio Peggio, politico, giornalista e economista italiano († 1990)
- 1929 - Jigme Dorji Wangchuck, re bhutanese († 1972)
- 1929 - Link Wray, chitarrista e cantante statunitense († 2005)
- 1930 - John Anglin, criminale statunitense
- 1930 - Vesna Bugarski, architetto jugoslavo († 1992)
- 1930 - Carlos González Gallo, cestista uruguaiano († 2018)
- 1930 - Yoram Kaniuk, scrittore israeliano († 2013)
- 1930 - Marco Pannella, politico e attivista italiano († 2016)
- 1930 - Eugenio Tarabini, politico italiano († 2018)
- 1931 - Attilio Cantoni, canottiere italiano († 2017)
- 1931 - Elisa Frauenfelder, pedagogista italiana († 2017)
- 1931 - Martha Grimes, scrittrice statunitense
- 1931 - Licia Pasquali, ex cestista italiana
- 1932 - Bruce Glover, attore statunitense († 2025)
- 1932 - Robert LeBuhn, cestista statunitense († 2019)
- 1932 - Eeva Ruoppa, fondista finlandese († 2013)
- 1932 - Lucrecia Terán, cestista cilena († 2010)
- 1932 - Giorgio Vacchi, direttore di coro e etnomusicologo italiano († 2008)
- 1933 - Celeste Caeiro, operaia portoghese († 2024)
- 1933 - Ṣabāḥ Faḵrī, cantante siriano († 2021)
- 1933 - Umberto Leanza, giurista italiano († 2022)
- 1933 - Leonardo Vecchiet, medico italiano († 2007)
- 1934 - Pietro Cappellino, calciatore italiano († 2019)
- 1934 - Décio Recaman, calciatore brasiliano († 1978)
- 1934 - Etienne Vermeersch, filosofo belga († 2019)
- 1935 - Tony Cauchi, calciatore e allenatore di calcio maltese († 2020)
- 1935 - Faysal II d'Iraq, re iracheno († 1958)
- 1935 - Lance LeGault, attore statunitense († 2012)
- 1935 - Fernando Lopes, regista portoghese († 2012)
- 1935 - Pál B. Nagy, ex schermidore ungherese
- 1935 - Eddy Pauwels, ciclista su strada belga († 2017)
- 1935 - John Van Seters, storico, biblista e orientalista canadese († 2025)
- 1935 - Luis Suárez, calciatore e allenatore di calcio spagnolo († 2023)
- 1936 - Norma Aleandro, attrice argentina
- 1936 - Silvio Anselmo, attore e doppiatore italiano
- 1936 - Engelbert Humperdinck, cantante, pianista e sassofonista britannico
- 1936 - Im Kwon-taek, regista sudcoreano
- 1936 - Don Marshall, attore, doppiatore e regista statunitense († 2016)
- 1936 - Tamás Mendelényi, schermidore ungherese († 1999)
- 1936 - Michael Rabin, violinista statunitense († 1972)
- 1937 - Gisela Elsner, scrittrice tedesca († 1992)
- 1937 - Klaus Enders, pilota motociclistico tedesco († 2019)
- 1937 - Hagen Keller, storico e diplomatista tedesco
- 1937 - Lorenzo Music, doppiatore, sceneggiatore e attore statunitense († 2001)
- 1937 - Wayne Owens, politico statunitense († 2002)
- 1937 - Jean-Baptiste Thiérrée, attore e scrittore francese
- 1938 - Piero Del Papa, pugile e attore cinematografico italiano († 2018)
- 1938 - Mario Mereghetti, calciatore italiano
- 1938 - Antonio Recalcati, pittore e scultore italiano († 2022)
- 1938 - Richard Thomas, erpetologo statunitense
- 1938 - Moshoeshoe II del Lesotho, re lesothiano († 1996)
- 1939 - Tony Asher, paroliere britannico
- 1939 - Luciano Bernasconi, fumettista italiano
- 1939 - Angelo Caloia, economista, banchiere e politico italiano
- 1939 - Ernesto Castano, calciatore italiano († 2023)
- 1939 - Fortunato Franco, calciatore indiano († 2021)
- 1939 - Sumio Iijima, fisico giapponese
- 1939 - Leonid Semënovič Kanevskij, attore russo
- 1940 - Hariton Pushwagner, pittore e grafico norvegese († 2018)
- 1940 - Bobby Brown, allenatore di calcio e ex calciatore inglese
- 1940 - Angelo Carrano, allenatore di calcio e ex calciatore italiano
- 1940 - Manuel Esquivel, politico beliziano († 2022)
- 1940 - Robert Kaplan, economista statunitense
- 1940 - Agostino Marianetti, politico e sindacalista italiano († 2016)
- 1940 - Roger Robinson, attore statunitense († 2018)
- 1940 - Rosario Spanò, ex calciatore italiano
- 1941 - Gianpaolo Bissi, politico italiano († 2022)
- 1941 - Marcela López Rey, attrice e coreografa argentina
- 1941 - Franco Scoglio, allenatore di calcio italiano († 2005)
- 1941 - Per Sønstabø, calciatore norvegese († 2024)
- 1941 - Jules Wijdenbosch, politico surinamese († 2025)
- 1941 - Mario Zanon, ex calciatore italiano
- 1942 - Dino D'Alessi, allenatore di calcio e ex calciatore italiano
- 1942 - Gian Antonio Danieli, biologo, genetista e epidemiologo italiano
- 1942 - Josef Eder, ex bobbista austriaco
- 1942 - Leif Otto Fjøsne, sciatore alpino norvegese († 2013)
- 1942 - Umberto Galimberti, filosofo, saggista e psicoanalista italiano
- 1942 - Santiago Herrero, pilota motociclistico spagnolo († 1970)
- 1942 - Magic Alex, tecnico del suono greco († 2017)
- 1942 - Wojciech Pszoniak, attore polacco († 2020)
- 1942 - Jacques Rogge, dirigente sportivo, velista e rugbista a 15 belga († 2021)
- 1942 - Udo Steinke, scrittore tedesco († 1999)
- 1943 - Fiammetta Baralla, attrice italiana († 2013)
- 1943 - Steve Mann, chitarrista statunitense († 2009)
- 1943 - Teruo Nimura, ex calciatore giapponese
- 1943 - Manfred Schnelldorfer, ex pattinatore artistico su ghiaccio tedesco
- 1944 - Phaisan Bupasiri, ex calciatore thailandese
- 1944 - Miles Copeland III, produttore discografico statunitense
- 1944 - Brad Cox, informatico e matematico statunitense († 2021)
- 1944 - Franz Innerhofer, scrittore austriaco († 2002)
- 1944 - Kim Yong-il, politico nordcoreano
- 1944 - Paolo Rubino, politico italiano
- 1944 - Alan Suddick, calciatore inglese († 2009)
- 1944 - Jim Ware, cestista statunitense († 1986)
- 1945 - Menelaos Asprou, ex calciatore cipriota
- 1945 - Antonio Brutti, ex maratoneta italiano
- 1945 - Randy Cain, cantante statunitense († 2009)
- 1945 - Sergio Ferrara, fisico italiano
- 1945 - Bianca Jagger, attrice, ex modella e attivista nicaraguense
- 1945 - John Morrison, ex cestista e allenatore di pallacanestro statunitense
- 1945 - Urano Navarrini, calciatore e allenatore di calcio italiano († 2020)
- 1946 - Bill Cable, attore, stuntman e modello statunitense († 1998)
- 1946 - Franco Frassoldati, calciatore italiano († 2022)
- 1946 - Marco Fumo, pianista italiano
- 1946 - Lesley Gore, cantante statunitense († 2015)
- 1946 - Tom McBeath, attore canadese
- 1946 - José Luis Mollaghan, arcivescovo cattolico argentino († 2025)
- 1946 - Ron Nevison, produttore discografico statunitense
- 1946 - Pavel Pekárek, ex cestista e allenatore di pallacanestro cecoslovacco
- 1946 - Franke Previte, musicista e compositore statunitense
- 1946 - Bruce Robinson, regista, sceneggiatore e attore britannico
- 1946 - David Suchet, attore britannico
- 1946 - Adriano Tessarollo, vescovo cattolico italiano
- 1947 - Alastair Bruce, V barone Aberdare, politico e nobile britannico
- 1947 - Roberto Dovesi, chimico e fisico italiano
- 1947 - James Dyson, inventore, designer e imprenditore britannico
- 1947 - Philippe Herreweghe, direttore d'orchestra belga
- 1947 - Alfredo Lamas, ex calciatore uruguaiano
- 1947 - Thaddeus O'Sullivan, regista e sceneggiatore irlandese
- 1947 - Guido Oldani, poeta e scrittore italiano
- 1947 - Nirut Sirichanya, attore thailandese
- 1947 - Franco Coco Trovato, mafioso italiano
- 1947 - Peter Welch, politico e avvocato statunitense
- 1948 - Luciano Figueroa, ex calciatore argentino
- 1948 - Steve Frank, ex calciatore statunitense
- 1948 - Roberto Locci, direttore della fotografia, regista e collezionista d'arte italiano
- 1948 - Joachim Mattern, ex canoista tedesco
- 1948 - Giuseppe Perletto, ex ciclista su strada italiano
- 1949 - Walter Corbo, ex calciatore uruguaiano
- 1949 - Paolo Franchi, giornalista italiano
- 1949 - Zygmunt Kalinowski, ex calciatore polacco
- 1949 - Edoardo Podberscek, ex martellista italiano
- 1949 - Zdenko Verdenik, allenatore di calcio sloveno
- 1950 - Alberta Ferretti, stilista italiana
- 1950 - Lou Gramm, cantante e chitarrista statunitense
- 1950 - Eve Kosofsky Sedgwick, sociologa, critica letteraria e pedagogista statunitense († 2009)
- 1950 - Scott McCallum, politico statunitense
- 1950 - Mario Monducci, politico italiano († 2020)
- 1950 - Moondog Rex, wrestler statunitense († 2019)
- 1950 - Fausto Silva, giornalista, conduttore televisivo e conduttore radiofonico brasiliano
- 1950 - Gian Maria Varanini, medievista italiano
- 1950 - Nate Williams, ex cestista statunitense
- 1951 - Ljudmila Narusova, politica, docente e conduttrice televisiva russa
- 1951 - Roberto Cappello, pianista italiano
- 1951 - John Glascock, bassista britannico († 1979)
- 1951 - Jalil Zandi, aviatore iraniano († 2001)
- 1952 - Christine Baranski, attrice statunitense
- 1952 - Christopher Doyle, direttore della fotografia e regista australiano
- 1952 - Lee Li-chun, attore taiwanese
- 1952 - Carola Mangiarotti, ex schermitrice italiana
- 1952 - Mari Natsuki, cantante e attrice giapponese
- 1952 - Dave Simonson, ex giocatore di football americano statunitense
- 1952 - Vito Zagarrio, regista, storico del cinema e critico cinematografico italiano
- 1953 - Gérard Castella, allenatore di calcio e ex calciatore svizzero
- 1953 - Paola Folzini, cantante italiana
- 1953 - Valerij Abisalovič Gergiev, direttore d'orchestra russo
- 1953 - Wang Lixiong, scrittore, saggista e attivista cinese
- 1953 - Domitien Ndayizeye, politico burundese
- 1953 - Margareta Simu, ex marciatrice svedese
- 1954 - Juan Carlos Álvarez, allenatore di calcio e ex calciatore spagnolo
- 1954 - Angela Bofill, cantante statunitense († 2024)
- 1954 - Elliot Goldenthal, compositore statunitense
- 1954 - Italo Reale, politico italiano
- 1954 - Bianca Rossi, ex cestista italiana
- 1955 - Stefano Colagrande, medico italiano
- 1955 - Stefano Micocci, scrittore italiano
- 1955 - Willie Miller, ex calciatore, allenatore di calcio e dirigente sportivo britannico
- 1955 - Walter Sabatini, dirigente sportivo, allenatore di calcio e ex calciatore italiano
- 1955 - Tony Towner, ex calciatore inglese
- 1955 - Donatella Versace, stilista, modella e imprenditrice italiana
- 1956 - Yasushi Akimoto, produttore discografico, autore televisivo e paroliere giapponese
- 1956 - Walter Calloni, batterista italiano
- 1956 - Paola Frassinetti, politica italiana
- 1956 - Sibi Malayil, regista indiano
- 1956 - Roger McNamee, imprenditore e musicista statunitense
- 1956 - Sergio Mimica-Gezzan, regista statunitense
- 1956 - Vasile Pușcașu, ex lottatore rumeno
- 1956 - David Rhodes, chitarrista e compositore britannico
- 1956 - Mike Robinson, designer statunitense
- 1957 - Marco Buticchi, scrittore italiano
- 1957 - Dominic Gorie, ex astronauta e aviatore statunitense
- 1957 - Jimmy Kelly, ex calciatore inglese
- 1957 - Dore Misuraca, politico italiano
- 1957 - Fabio Ochoa Vásquez, criminale colombiano
- 1957 - Markus Stockhausen, trombettista e compositore tedesco
- 1957 - Jaime Sunye Neto, scacchista brasiliano
- 1958 - Ubaldo Aquino, arbitro di calcio paraguaiano
- 1958 - Luc Colijn, dirigente sportivo, ex ciclista su strada e pistard belga
- 1958 - Giuseppe Dossena, dirigente sportivo, allenatore di calcio e ex calciatore italiano
- 1958 - Marianna Gajdán, ex cestista ungherese
- 1958 - Shannon, cantante statunitense
- 1958 - Anto Jerković, pittore croato († 2005)
- 1958 - Mohammed Kaci Said, ex calciatore algerino
- 1958 - Stanislav Levý, ex calciatore e allenatore di calcio ceco
- 1958 - David O'Leary, allenatore di calcio e ex calciatore irlandese
- 1958 - Małgorzata Ostrowska, cantante polacca
- 1958 - Massimo Spano, regista e scenografo italiano
- 1959 - Andrea Balestrieri, pilota motociclistico italiano
- 1959 - Antonio Barboni, politico italiano
- 1959 - Russ Grimm, ex giocatore di football americano e allenatore di football americano statunitense
- 1959 - Sanna Grønlid, ex biatleta norvegese
- 1959 - Claudio Madia, attore teatrale, circense e personaggio televisivo italiano
- 1959 - Chris Malachowsky, ingegnere e imprenditore statunitense
- 1959 - Gary Megson, allenatore di calcio e ex calciatore inglese
- 1959 - Penny Pritzker, politica, dirigente d'azienda e filantropa statunitense
- 1959 - Lone Scherfig, regista danese
- 1959 - Soumya Swaminathan, pediatra indiana
- 1959 - Brian Tochi, attore e doppiatore statunitense
- 1959 - Zoé Valdés, scrittrice e poetessa cubana
- 1959 - Maia Zidaru, ex cestista rumena
- 1960 - Amedeo Baldizzone, calciatore e allenatore di calcio italiano († 2020)
- 1960 - Stephen Daldry, regista britannico
- 1960 - Gjorge Ivanov, politico macedone
- 1960 - Camilo Kindelán, ex giocatore di calcio a 5 e ex calciatore cubano
- 1960 - Alejandro Lanari, ex calciatore argentino
- 1960 - Mike McFarlane, velocista britannico († 2023)
- 1960 - Gary Rees, ex rugbista a 15 e allenatore di rugby britannico
- 1960 - Enrico Todesco, ex calciatore italiano
- 1960 - Vivien Vee, cantante italiana
- 1961 - Julián Camino, ex calciatore argentino
- 1961 - Paola Caridi, giornalista e blogger italiana
- 1961 - Mark Dennis, ex calciatore inglese
- 1961 - Peter Doohan, tennista australiano († 2017)
- 1961 - Roy Hinson, ex cestista statunitense
- 1961 - Beeban Kidron, regista britannica
- 1961 - Anna Parisi, saggista italiana
- 1961 - Dr. Robert, cantante britannico
- 1961 - Derek Vaughan, politico britannico
- 1961 - Brad Wright, produttore cinematografico e sceneggiatore canadese
- 1961 - Frédéric Zigante, musicista e chitarrista italiano
- 1962 - Giulio Arrighini, politico italiano
- 1962 - Jean-François Bernard, ex ciclista su strada e dirigente sportivo francese
- 1962 - Elizabeth Berridge, attrice statunitense
- 1962 - Alexandra Boulat, fotoreporter francese († 2007)
- 1962 - Juan Carlos de Lima, ex calciatore uruguaiano
- 1962 - Michael Grandage, regista, direttore artistico e attore britannico
- 1962 - Sigurður Grétarsson, allenatore di calcio e ex calciatore islandese
- 1962 - Ernestine Hipper, scenografa e costumista tedesca
- 1962 - Tamara Jenkins, regista, sceneggiatrice e attrice statunitense
- 1962 - Mitzi Kapture, attrice statunitense
- 1962 - Taťána Kocembová, ex velocista cecoslovacca
- 1962 - Vincenzo Maenza, ex lottatore italiano
- 1962 - Crocefisso Maggio, giocatore di biliardo italiano
- 1962 - Gustav Oehrli, ex sciatore alpino svizzero
- 1962 - Carmelo Parpiglia, ex calciatore italiano
- 1962 - Felipe Peralta, ex calciatore paraguaiano
- 1962 - Micky Quinn, ex calciatore inglese
- 1962 - Fabio Stassi, scrittore e paroliere italiano
- 1962 - Jimmy White, giocatore di snooker inglese
- 1962 - Adolfo Zeoli, ex calciatore uruguaiano
- 1963 - María Asunción Aramburuzabala, imprenditrice messicana
- 1963 - Raymond Bottse, ex cestista olandese
- 1963 - Esther Freud, scrittrice britannica
- 1963 - Nanae Fujii, ex cestista giapponese
- 1963 - Roberta Lena, attrice e regista italiana
- 1963 - Paolo List, calciatore italiano († 2016)
- 1963 - Stefano Paolicchi, militare italiano († 1993)
- 1963 - Nigel Phillips, militare, diplomatico e politico britannico
- 1963 - Victor Reinier, attore e conduttore televisivo olandese
- 1963 - Big Boss Man, wrestler statunitense († 2004)
- 1963 - Giuseppe Zafarana, generale italiano
- 1964 - Éric Elmosnino, attore francese
- 1964 - Mark Gregory, attore italiano († 2013)
- 1964 - Elisabet Gustafson, giocatrice di curling svedese
- 1964 - Silvia Neid, allenatrice di calcio e ex calciatrice tedesca
- 1964 - Erwin Nijboer, ex ciclista su strada e ex ciclocrossista olandese
- 1964 - Ricki Osterthun, ex tennista tedesco
- 1964 - Adriano Pezzoli, fondista di corsa in montagna italiano
- 1964 - Jarosław Zyskowski, ex cestista e allenatore di pallacanestro polacco
- 1965 - Nicola Ayroldi, ex arbitro di calcio italiano
- 1965 - Sisiku Julius Ayuk Tabe, politico camerunese
- 1965 - Amanda Brown, ex tennista britannica
- 1965 - Dmytro Firtaš, imprenditore ucraino
- 1965 - Róbert Isaszegi, ex pugile ungherese
- 1965 - Gennadij Prigoda, ex nuotatore sovietico
- 1965 - Antonella Sciarrone Alibrandi, giurista italiana
- 1966 - Stefano Apuzzo, politico, giornalista e scrittore italiano
- 1966 - Torben Boye, ex calciatore danese
- 1966 - Tove Bøygard, cantante norvegese
- 1966 - Johan Devos, dirigente sportivo, ex ciclista su strada e pistard belga
- 1966 - Julie Johnson, politica statunitense
- 1966 - Patty L'Abbate, politica italiana
- 1966 - Alessandro Morbidelli, astronomo italiano
- 1967 - Liu Ailing, ex calciatrice cinese
- 1967 - Luis Manuel Alí Herrera, vescovo cattolico colombiano
- 1967 - Luigi Apolloni, allenatore di calcio e ex calciatore italiano
- 1967 - Frank Berghuis, allenatore di calcio e ex calciatore olandese
- 1967 - Mika Brzezinski, giornalista statunitense
- 1967 - Eleonora Contucci, soprano italiano
- 1967 - Marty Garner, wrestler statunitense
- 1967 - Myriam Hernández, cantante cilena
- 1967 - Jurij Lebid', generale ucraino
- 1967 - Maria Cristina Maccà, attrice italiana
- 1967 - Nanase Ōkawa, fumettista giapponese
- 1967 - Ester Pacchiano, ex cestista italiana
- 1967 - Ernesto Rapani, politico italiano
- 1967 - David Rocastle, calciatore inglese († 2001)
- 1967 - Silvia Velo, politica italiana
- 1968 - Jeff Agoos, ex calciatore e ex giocatore di calcio a 5 statunitense
- 1968 - Elda Alvigini, attrice italiana
- 1968 - Marco Favalli, ex hockeista su ghiaccio italiano
- 1968 - Eric Holcomb, politico statunitense
- 1968 - Laura Iuorio, scrittrice italiana († 2017)
- 1968 - Konrad Kurt Ladstätter, ex sciatore alpino italiano
- 1968 - T.J. Middleton, ex tennista statunitense
- 1968 - Hikaru Midorikawa, doppiatore giapponese
- 1968 - Emil Milev, tiratore a segno bulgaro
- 1968 - José Ramón Sandoval, allenatore di calcio spagnolo
- 1968 - Peter Sarantopoulos, ex calciatore e ex giocatore di calcio a 5 canadese
- 1968 - Emanuele Secci, attore, regista e pianista italiano
- 1968 - Ruben Vardanjan, imprenditore russo
- 1969 - Stefano Ambrosini, giurista italiano
- 1969 - Benoît Cauet, allenatore di calcio, telecronista sportivo e ex calciatore francese
- 1969 - Sabrina Fiordelmondo, allenatrice di pattinaggio italiana
- 1969 - Pedro Gallardo, ex calciatore venezuelano
- 1969 - Brian Lara, crickettista trinidadiano
- 1969 - Carlos Moya, ex calciatore argentino
- 1969 - Pere Riba Cabana, pilota motociclistico spagnolo
- 1969 - Vladislav Ternavskij, allenatore di calcio e ex calciatore russo
- 1970 - Matt Gerald, attore, sceneggiatore e musicista statunitense
- 1970 - Ranieri Gonzalez, attore e doppiatore brasiliano
- 1970 - Giovanni Greco, scrittore e traduttore italiano
- 1970 - Dan Kutler, ex nuotatore statunitense
- 1970 - Stephen Malcolm, calciatore giamaicano († 2001)
- 1970 - Stefano Pasetto, regista, sceneggiatore e montatore italiano
- 1970 - Yvan Quentin, ex calciatore svizzero
- 1970 - Mariano Rabino, ex politico italiano
- 1970 - Golda Rosheuvel, attrice guyanese
- 1970 - Naoki Satō, compositore giapponese
- 1970 - Stelios Stylianidīs, ex calciatore cipriota
- 1970 - Klaudia Tanner, politica austriaca
- 1970 - Lorenzo Trincheri, ultramaratoneta italiano
- 1970 - Martin Trunz, ex saltatore con gli sci svizzero
- 1970 - Marco Walker, allenatore di calcio e ex calciatore svizzero
- 1970 - Dave Willis, doppiatore, sceneggiatore e produttore televisivo statunitense
- 1971 - Buzz Calkins, ex pilota automobilistico statunitense
- 1971 - Luca Chiaravalli, compositore, produttore discografico e arrangiatore italiano
- 1971 - Lassâad Hanini, ex calciatore tunisino
- 1971 - Sergejs Ivanovs, ex calciatore e ex giocatore di calcio a 5 lettone
- 1971 - Arly Jover, attrice spagnola
- 1971 - Jonas Larsson, ex cestista svedese
- 1971 - Musashimaru Kōyō, lottatore di sumo statunitense
- 1971 - Jonas Rivera, produttore cinematografico statunitense
- 1971 - Shū Takumi, designer giapponese
- 1971 - Maria Sole Tognazzi, regista e sceneggiatrice italiana
- 1972 - Allan Bergius, cantante, violoncellista e direttore d'orchestra tedesco
- 1972 - María Blanco, attrice, cantante e ballerina spagnola
- 1972 - Irena Česneková, ex biatleta ceca
- 1972 - Michael Hester, ex arbitro di calcio neozelandese
- 1972 - Teruo Iwamoto, ex calciatore giapponese
- 1972 - Dwayne Johnson, attore, produttore cinematografico e wrestler statunitense
- 1972 - Rubes Piccinelli, comico e cabarettista italiano
- 1972 - Jiří Prskavec, canoista ceco
- 1972 - Alberto Samonà, giornalista e scrittore italiano
- 1972 - Cristian Trapella, ex calciatore italiano
- 1972 - Hilde Vautmans, politica belga
- 1972 - Alec Empire, musicista tedesco
- 1973 - Hurl Beechum, ex cestista statunitense
- 1973 - Jarred Blancard, attore canadese
- 1973 - Urs Fischer, artista svizzero
- 1973 - Yūzō Fujioka, pilota motociclistico giapponese
- 1973 - Florian Henckel von Donnersmarck, regista, sceneggiatore e produttore cinematografico tedesco
- 1973 - Faith Idehen, ex velocista nigeriana
- 1973 - Didier Plaschy, allenatore di sci alpino e ex sciatore alpino svizzero
- 1973 - Aris Prodani, politico italiano
- 1973 - Richard Schuil, ex pallavolista e giocatore di beach volley olandese
- 1973 - Piotr Szybilski, ex cestista polacco
- 1973 - Víctor Ullate Roche, attore, ballerino e coreografo spagnolo
- 1974 - Matt Berry, attore e musicista britannico
- 1974 - Gabriele Bruni, velista italiano
- 1974 - Donovan Cech, ex canottiere sudafricano
- 1974 - Chang Chen-yue, cantautore e chitarrista taiwanese
- 1974 - Andrew James Johnson, ex calciatore gallese
- 1974 - Miles Joseph, allenatore di calcio e ex calciatore statunitense
- 1974 - Vladislav Konovalov, ex cestista e allenatore di pallacanestro russo
- 1974 - Ricardo Lucas, ex calciatore brasiliano
- 1974 - Gonzalo Quesada, allenatore di rugby a 15 e ex rugbista a 15 argentino
- 1974 - Milton Reyes, ex calciatore honduregno
- 1974 - Martin Rummel, violoncellista austriaco
- 1974 - James Thierrée, attore, danzatore e scenografo svizzero
- 1974 - Joseph Andrew Williams, vescovo cattolico statunitense
- 1975 - Ivan Bakanov, politico, militare e agente segreto ucraino
- 1975 - Kate Baldwin, attrice e cantante statunitense
- 1975 - David Beckham, dirigente sportivo, imprenditore e ex calciatore britannico
- 1975 - Stéphane Bozzolo, ex atleta paralimpico francese
- 1975 - Ciro Di Maio, conduttore televisivo, attore e fotoreporter italiano
- 1975 - Ahmed Hassan, dirigente sportivo, allenatore di calcio e ex calciatore egiziano
- 1975 - Christophe Kempe, ex pallamanista francese
- 1975 - Marco Kutscher, cavaliere tedesco
- 1975 - Dorothy Metcalf-Lindenburger, ex astronauta e insegnante statunitense
- 1975 - Lara Peyrot, ex fondista italiana
- 1975 - Nathalie di Sayn-Wittgenstein-Berleburg, cavallerizza danese
- 1975 - Khalid Sinouh, ex calciatore marocchino
- 1975 - Charmin Smith, ex cestista e allenatrice di pallacanestro statunitense
- 1975 - Ramon di Clemente, ex canottiere sudafricano
- 1976 - Zoltán Bereczki, attore e cantante ungherese
- 1976 - Valentina Chico, attrice italiana
- 1976 - Ine Marie Eriksen Søreide, politica norvegese
- 1976 - Amado Guevara, ex calciatore honduregno
- 1976 - Yu Yu, cantante francese
- 1976 - Jeff Gutt, cantante e compositore statunitense
- 1976 - Darío Husaín, ex calciatore argentino
- 1976 - Guzel Khubbieva, velocista uzbeka
- 1976 - Léster Morgan, calciatore costaricano († 2002)
- 1976 - Davide Morini, artista marziale misto, lottatore e kickboxer italiano
- 1976 - Anneli Ott, politica estone
- 1976 - Johanna Pakonen, cantante finlandese
- 1976 - Blanca Romero, attrice spagnola
- 1976 - Jeremy Veal, ex cestista statunitense
- 1976 - Mitsunori Yabuta, ex calciatore giapponese
- 1977 - Brian Cardinal, ex cestista statunitense
- 1977 - Chen Chien-Chou, conduttore televisivo e cestista taiwanese
- 1977 - Alessandro D'Avenia, scrittore, insegnante e sceneggiatore italiano
- 1977 - Yusif Eyvazov, tenore azero
- 1977 - Jan Fitschen, ex mezzofondista tedesco
- 1977 - Martín García, ex tennista argentino
- 1977 - Renate Gebhard, politica italiana
- 1977 - Andrea Montemurro, dirigente sportivo e scrittore italiano
- 1977 - Antonia Moraiti, pallanuotista greca
- 1977 - Farouk Ramadhan Mzee, ex calciatore tanzaniano
- 1977 - Katie Noonan, cantautrice australiana
- 1977 - Jenna von Oÿ, attrice e cantante statunitense
- 1977 - Kalle Palander, ex sciatore alpino finlandese
- 1978 - Intars Busulis, cantante lettone
- 1978 - Pedro Miguel Cardoso Monteiro, ex calciatore portoghese
- 1978 - Michela Cupido, ex calciatrice italiana
- 1978 - Rui Dolores, ex calciatore portoghese
- 1978 - Melvin Ely, ex cestista e allenatore di pallacanestro statunitense
- 1978 - Shinji Kawamura, pallavolista giapponese
- 1978 - Cristiano Pasca, conduttore televisivo, autore televisivo e attore italiano
- 1978 - Laura Schettino, attrice italiana
- 1978 - Giannīs Skopelitīs, ex calciatore greco
- 1979 - Cyril Akpomedah, ex cestista francese
- 1979 - Chen Yan, ex nuotatrice cinese
- 1979 - Jason Chimera, hockeista su ghiaccio canadese
- 1979 - Juan Ramón Curbelo, ex calciatore uruguaiano
- 1979 - Joseph Elanga, ex calciatore camerunese
- 1979 - Simon Grechi, attore italiano
- 1979 - Rafael Guevara, ex cestista venezuelano
- 1979 - Avtandil Khurtsidze, pugile georgiano
- 1979 - Aljaksandr Ljancėvič, ex calciatore bielorusso
- 1979 - Andrea Martongelli, chitarrista italiano
- 1979 - Sumika Minamoto, ex nuotatrice giapponese
- 1979 - Ndèye Ndiaye, ex cestista senegalese
- 1979 - Mirsha Serrano, calciatore messicano († 2007)
- 1979 - Valentin Wegmann, ex cestista svizzero
- 1980 - Gianluca Bazzoli, attore italiano
- 1980 - Tim Borowski, allenatore di calcio, dirigente sportivo e ex calciatore tedesco
- 1980 - K. C. Clyde, attore statunitense
- 1980 - Caylen Croft, wrestler statunitense
- 1980 - Francesco Facchinetti, conduttore televisivo, cantante e disc jockey italiano
- 1980 - Marc-Olivier Hassoun, ex schermidore canadese
- 1980 - Ellie Kemper, attrice e comica statunitense
- 1980 - Ol'ha Ljaškova, ex cestista ucraina
- 1980 - Jamie Lloyd, regista teatrale britannico
- 1980 - Misheck Lungu, ex calciatore zambiano
- 1980 - Dave Mackay, allenatore di calcio e ex calciatore scozzese
- 1980 - Martina Majerle, cantante croata
- 1980 - Artūras Masiulis, ex cestista lituano
- 1980 - Monika Michalik, lottatrice polacca
- 1980 - Troy Murphy, ex cestista statunitense
- 1980 - Claudinei Alexandre Aparecido, ex calciatore brasiliano
- 1980 - Reïna-Flor Okori, ostacolista equatoguineana
- 1980 - Fabrice Pancrate, ex calciatore francese
- 1980 - Paige Peterson, attrice e socialite statunitense
- 1980 - Berry Powel, ex calciatore e dirigente sportivo olandese
- 1980 - Brad Richards, hockeista su ghiaccio canadese
- 1980 - Svitlana Serbina, tuffatrice ucraina
- 1980 - Ronetta Smith, ex velocista giamaicana
- 1981 - L'Algérino, rapper e cantante francese
- 1981 - Robert Buckley, attore statunitense
- 1981 - Cătălin Drulă, politico romeno
- 1981 - Michael Gspurning, allenatore di calcio e ex calciatore austriaco
- 1981 - Amjad Iqbal, ex calciatore pakistano
- 1981 - Loïzos Kakogiannīs, ex calciatore cipriota
- 1981 - Chris Kirkland, ex calciatore inglese
- 1981 - Zat Knight, ex calciatore inglese
- 1981 - Tiago Mendes, allenatore di calcio e ex calciatore portoghese
- 1981 - Matt Murray, ex calciatore inglese
- 1981 - Rina Satō, doppiatrice giapponese
- 1982 - Sara Bellodi, attrice e cantante italiana
- 1982 - Valeria Bilello, attrice, conduttrice televisiva e modella italiana
- 1982 - Lázaro Bruzón, scacchista cubano
- 1982 - Luigi Castaldo, calciatore italiano
- 1982 - Iván Cervantes, pilota motociclistico spagnolo
- 1982 - Jamie Dantzscher, ex ginnasta statunitense
- 1982 - Fábio Felício, ex calciatore portoghese
- 1982 - Chiara Gensini, attrice italiana
- 1982 - Blythe Hartley, tuffatrice canadese
- 1982 - Csaba Horváth, ex calciatore slovacco
- 1982 - Osman Zeki Korkmaz, allenatore di calcio turco
- 1982 - Federico Marín, cestista argentino
- 1982 - Naoya Matsumoto, fumettista giapponese
- 1982 - Tomáš Mojžíš, hockeista su ghiaccio ceco
- 1982 - Lorie, cantante francese
- 1983 - Serena Altavilla, cantautrice e musicista italiana
- 1983 - Kamil Baránek, pallavolista ceco
- 1983 - Derek Boateng, ex calciatore ghanese
- 1983 - Gaius Charles, attore statunitense
- 1983 - Choi Jae-soo, ex calciatore sudcoreano
- 1983 - Alessandro Diamanti, allenatore di calcio e ex calciatore italiano
- 1983 - Tetsuya Enomoto, ex calciatore giapponese
- 1983 - Marija Erić, ex cestista serba
- 1983 - Maynor Figueroa, ex calciatore honduregno
- 1983 - Carlos Henrique, ex calciatore brasiliano
- 1983 - Adrián José Hernández Acosta, ex calciatore spagnolo
- 1983 - Elizabeth Ho, attrice statunitense
- 1983 - Kōstas Kakaroudīs, cestista greco
- 1983 - Mon Laferte, cantautrice, pittrice e attivista cilena
- 1983 - Tina Maze, ex sciatrice alpina slovena
- 1983 - Maja Poljak, ex pallavolista croata
- 1983 - Christa Rigozzi, modella svizzera
- 1983 - Daniel Sordo, pilota di rally spagnolo
- 1983 - Mariano Stendardo, ex calciatore italiano
- 1983 - Michael Thwaite, ex calciatore australiano
- 1983 - Trần Đức Dương, ex calciatore vietnamita
- 1983 - Carlos Adrián Valdez, calciatore uruguaiano
- 1983 - Zhang Zhilei, pugile cinese
- 1983 - Meike de Nooy, pallanuotista olandese
- 1984 - Meshal Abdullah, calciatore qatariota
- 1984 - Atef Abu Bilal, calciatore palestinese
- 1984 - Fabian Barbiero, calciatore australiano
- 1984 - Valdemar Borovskij, ex calciatore lituano
- 1984 - Yasser Ibrahim Farag, discobolo e pesista egiziano
- 1984 - Kevin Hamilton, cestista statunitense
- 1984 - Yann Huguet, ex ciclista su strada francese
- 1984 - Charlie Johnson, giocatore di football americano statunitense
- 1984 - Yukari Kinga, calciatrice giapponese
- 1984 - Riccardo Mazzetti, tiratore a segno italiano
- 1984 - Saulius Mikoliūnas, ex calciatore lituano
- 1984 - Carmelina Moscato, allenatrice di calcio e ex calciatrice canadese
- 1984 - Sammy Okpro, ex giocatore di football americano e allenatore di football americano canadese
- 1984 - Marie-Luise Schramm, attrice, doppiatrice e conduttrice radiofonica tedesca
- 1984 - Thabo Sefolosha, ex cestista svizzero
- 1984 - Peter Thompson, ex calciatore nordirlandese
- 1985 - Ahmed Al-Mukhaini, calciatore omanita
- 1985 - Saad Abdulrahman Ali, ex cestista qatariota
- 1985 - Lily Allen, cantautrice e personaggio televisivo britannica
- 1985 - Federico Almerares, ex calciatore argentino
- 1985 - Jonathan Bru, ex calciatore francese
- 1985 - Kyle Busch, pilota automobilistico statunitense
- 1985 - Michael Caloz, attore e doppiatore canadese
- 1985 - Craig Conway, ex calciatore scozzese
- 1985 - Derek Décamps, ex calciatore francese
- 1985 - Aleksandr Galimov, hockeista su ghiaccio russo († 2011)
- 1985 - Bétinho Gomes, cestista capoverdiano
- 1985 - Mario Gyr, canottiere svizzero
- 1985 - Ashley Harkleroad, ex tennista statunitense
- 1985 - Sarah Hughes, ex pattinatrice artistica su ghiaccio statunitense
- 1985 - Maciej Lampe, ex cestista polacco
- 1985 - Chris Langridge, giocatore di badminton britannico
- 1985 - David Nugent, ex calciatore inglese
- 1985 - Federico Pagani, pallanuotista italiano
- 1985 - Marius Pena, ex calciatore rumeno
- 1985 - Ri Pae-hun, calciatore nordcoreano
- 1985 - Filippo Savini, ex ciclista su strada italiano
- 1985 - Mohammad Taheri, ex giocatore di calcio a 5 iraniano
- 1985 - D.J. Thompson, ex cestista statunitense
- 1985 - Oh Land, cantante e musicista danese
- 1986 - Karim Aouadhi, ex calciatore tunisino
- 1986 - Thomas McDonell, attore, musicista e artista statunitense
- 1986 - Micaela Cocks, cestista neozelandese
- 1986 - Alessandro Cordaro, calciatore belga
- 1986 - Cristian Esnal, calciatore salvadoregno
- 1986 - Kris Evans, ex attore pornografico, modello e culturista ungherese
- 1986 - Emily Hart, attrice statunitense
- 1986 - Sani Kaita, ex calciatore nigeriano
- 1986 - Kenta Kanō, ex calciatore giapponese
- 1986 - Amandine Leynaud, pallamanista francese
- 1986 - Katie O'Brien, ex tennista britannica
- 1986 - Zac Purchase, canottiere britannico
- 1986 - António Thomaz Santos de Barros, calciatore brasiliano
- 1986 - Kostadin Stojanov, ex calciatore bulgaro
- 1987 - Saara Aalto, cantante, compositrice e doppiatrice finlandese
- 1987 - Barbascura X, divulgatore scientifico, scrittore e youtuber italiano
- 1987 - David Caiado, ex calciatore portoghese
- 1987 - Ol'ha Dubrovina, ex cestista ucraina
- 1987 - Filip Filipović, pallanuotista serbo
- 1987 - Miyu Uehara, modella e personaggio televisivo giapponese († 2011)
- 1987 - Tomer Hemed, ex calciatore israeliano
- 1987 - Benjamin Lambot, calciatore belga
- 1987 - Pat McAfee, ex giocatore di football americano e wrestler statunitense
- 1987 - Bahodir Nasimov, calciatore uzbeko
- 1987 - Tochukwu Oluehi, calciatrice nigeriana
- 1987 - Sexy Cora, attrice pornografica tedesca († 2011)
- 1987 - Thilo Stralkowski, hockeista su prato tedesco
- 1988 - Jerry Akaminko, ex calciatore ghanese
- 1988 - Willemijn Bos, hockeista su prato olandese
- 1988 - Laura Brent, attrice australiana
- 1988 - Shaun Chapas, giocatore di football americano statunitense
- 1988 - Neftalí Feliz, giocatore di baseball dominicano
- 1988 - Go Bo-gyeol, attrice sudcoreana
- 1988 - Alireza Haghighi, calciatore iraniano
- 1988 - Stephen Henderson, ex calciatore irlandese
- 1988 - Fouad Idabdelhay, calciatore olandese
- 1988 - Beram Kayal, calciatore israeliano
- 1988 - Maciej Korzym, ex calciatore polacco
- 1988 - Nixson Kurgat, ex maratoneta keniota
- 1988 - Tyler Laser, ex cestista statunitense
- 1988 - Fabian Lustenberger, allenatore di calcio e ex calciatore svizzero
- 1988 - Lucas Martínez, hockeista su pista argentino
- 1988 - Sibusiso Matsenjwa, velocista swati
- 1988 - Johanna Mattsson, lottatrice svedese
- 1988 - Artur Noga, ostacolista polacco
- 1988 - Edwige Pezzulli, astrofisica e divulgatrice scientifica italiana
- 1988 - David Registe, ex lunghista dominicense
- 1988 - Olzhas Sattibayev, pugile kazako
- 1988 - Jamie Skeen, ex cestista statunitense
- 1988 - Juan Pablo Valencia, ex ciclista su strada e pistard colombiano
- 1988 - Lara Veronin, cantante e musicista statunitense
- 1989 - Hamdan Al Kamali, calciatore emiratino
- 1989 - Christian Alfonso, ex calciatore spagnolo
- 1989 - Juan Barrera, calciatore nicaraguense
- 1989 - Nicole Bus, cantante olandese
- 1989 - Dario Hunt, cestista statunitense
- 1989 - Justin Keenan, cestista statunitense
- 1989 - Allison Pineau, pallamanista francese
- 1989 - Jeanette Pohlen, ex cestista statunitense
- 1989 - Sebastián Sciorilli, ex calciatore argentino
- 1989 - Gal Shish, ex calciatore israeliano
- 1989 - Arnaud Sutchuin Djoum, calciatore camerunese
- 1989 - Olli-Markus Taivainen, orientista e sci orientista finlandese
- 1989 - Fwayo Tembo, ex calciatore zambiano
- 1989 - Sam Tsui, cantante statunitense
- 1989 - Stefan Velev, calciatore bulgaro
- 1989 - Yang Junxia, judoka cinese
- 1989 - Yōhei Ōtake, calciatore giapponese
- 1990 - Zubayr Amiri, calciatore afghano
- 1990 - Steve Beauharnais, ex giocatore di football americano statunitense
- 1990 - Jamie Collins, giocatore di football americano statunitense
- 1990 - Albert Costa, pilota automobilistico spagnolo
- 1990 - Lenon Fernandes Ribeiro, calciatore brasiliano
- 1990 - Francesco Friedrich, bobbista tedesco
- 1990 - Mounia Gasmi, atleta paralimpica algerina
- 1990 - Paul George, cestista statunitense
- 1990 - Floria Gueï, velocista francese
- 1990 - Perseus Karlström, marciatore svedese
- 1990 - Roy Kayara, calciatore francese
- 1990 - Roberto Kovac, cestista svizzero
- 1990 - Kléber Laude Pinheiro, ex calciatore brasiliano
- 1990 - Joanna Linkiewicz, ostacolista e velocista polacca
- 1990 - Ivana Maksimović, tiratrice a segno serba
- 1990 - Christopher Meneses, calciatore costaricano
- 1990 - Sio Moore, giocatore di football americano statunitense
- 1990 - Hideto Nakane, ex ciclista su strada giapponese
- 1990 - Kay Panabaker, zoologa statunitense
- 1990 - Lauren Van Orden, ex pallavolista e allenatrice di pallavolo statunitense
- 1990 - Sander de Wijn, hockeista su prato olandese
- 1991 - Janis Blaswich, calciatore tedesco
- 1991 - Isaiah Canaan, cestista statunitense
- 1991 - Layshia Clarendon, ex cestista statunitense
- 1991 - Dadju, cantautore e rapper francese
- 1991 - Farruko, cantante portoricano
- 1991 - Gianmarco Gambetta, calciatore peruviano
- 1991 - André Geraldes, calciatore portoghese
- 1991 - Kees Heemskerk, calciatore olandese
- 1991 - Sebastian Hertner, calciatore tedesco
- 1991 - Kerry Hyder, giocatore di football americano statunitense
- 1991 - Jeong Jin-woon, cantante e attore sudcoreano
- 1991 - Liis Kullerkann, pallavolista estone
- 1991 - Ümit Kurt, calciatore turco
- 1991 - Aggelikī Nikolopoulou, cestista greca
- 1991 - Cristian Penilla, calciatore ecuadoriano
- 1991 - Serhij Sydorčuk, calciatore ucraino
- 1991 - Brad Tandy, ex nuotatore sudafricano
- 1991 - Tasos Tsokanīs, calciatore greco
- 1991 - Demi Vance, calciatrice nordirlandese
- 1991 - Neena Varakil, lunghista indiana
- 1991 - Valentín Villafañe, attore argentino
- 1991 - Maalik Wayns, allenatore di pallacanestro e ex cestista statunitense
- 1991 - Erica Wheeler, cestista statunitense
- 1991 - Il'ja Zacharov, tuffatore russo
- 1992 - Abby Ghent, ex sciatrice alpina statunitense
- 1992 - Lidija Kuliš, calciatrice bosniaca
- 1992 - Sunmi, cantautrice sudcoreana
- 1992 - Vanessa Mai, cantante e personaggio televisivo tedesca
- 1992 - Hervé Ndonga, calciatore della Repubblica Democratica del Congo
- 1992 - Alex Petan, hockeista su ghiaccio canadese
- 1992 - David Adley Smith, altista statunitense
- 1992 - Braam Steyn, rugbista a 15 sudafricano
- 1992 - María Teresa Torró Flor, tennista spagnola
- 1992 - Boniface Tumuti, ostacolista e velocista keniota
- 1992 - Josip Vuković, calciatore croato
- 1992 - Mārcis Vītols, cestista lettone
- 1993 - Joachim Adukor, calciatore ghanese
- 1993 - Luana Bertolucci, calciatrice brasiliana
- 1993 - Kevin Capers, cestista statunitense
- 1993 - Georgi Conov, triplista bulgaro
- 1993 - Carlotta Daminato, pallavolista italiana
- 1993 - Owain Doull, ciclista su strada e pistard britannico
- 1993 - Tauras Jogėla, cestista lituano
- 1993 - Stanislav Lunin, calciatore kazako († 2021)
- 1993 - Dolly Menga, calciatore belga
- 1993 - Romina Pinna, calciatrice italiana
- 1993 - Facundo Quignon, calciatore argentino
- 1993 - Denzel Slager, ex calciatore olandese
- 1993 - Huang Zitao, cantautore, rapper e produttore discografico cinese
- 1994 - Kacper Borowski, cestista polacco
- 1994 - Pyrex, rapper italiano
- 1994 - Carlos Chavarría, calciatore nicaraguense
- 1994 - Alexander Choupenitch, schermidore ceco
- 1994 - Gerard Descarrega, atleta paralimpico spagnolo
- 1994 - Mohammadali Geraei, lottatore iraniano
- 1994 - Luçije Gjini, calciatrice albanese
- 1994 - Kerstin Nicolussi, ex sciatrice alpina austriaca
- 1994 - Yasin Ozay, lottatore francese
- 1994 - Qin Siyu, pallavolista cinese
- 1994 - Tarkan Serbest, calciatore austriaco
- 1994 - Metin Türen, cestista turco
- 1995 - Dylan Connolly, calciatore irlandese
- 1995 - Lucy Dacus, cantautrice statunitense
- 1995 - Jessica Favre, tuffatrice svizzera
- 1995 - Shōta Kaneko, calciatore giapponese
- 1995 - Kelsey Lewis, attrice statunitense († 2024)
- 1995 - Cristina Merli, calciatrice italiana
- 1995 - Ljubomir Mladenovski, cestista macedone
- 1995 - Thabo Nodada, calciatore sudafricano
- 1995 - Aldila Sutjiadi, tennista indonesiana
- 1995 - Jhon Velásquez, calciatore colombiano
- 1995 - Wang Xindi, sciatore freestyle cinese
- 1995 - David Wells, giocatore di football americano statunitense
- 1995 - Jordan Willis, giocatore di football americano statunitense
- 1995 - Yook Sung-jae, cantante, attore e conduttore televisivo sudcoreano
- 1996 - Filip Bakoč, cestista macedone
- 1996 - Anton Belov, calciatore russo
- 1996 - Monique Billings, cestista statunitense
- 1996 - Tayc, cantante e rapper francese
- 1996 - Julian Brandt, calciatore tedesco
- 1996 - Orlando Brown Jr., giocatore di football americano statunitense
- 1996 - Ibrahim Cissé, calciatore francese
- 1996 - Jules Dang-Akodo, cestista camerunese
- 1996 - Jannik Dehm, calciatore tedesco
- 1996 - Jack Iredale, calciatore australiano
- 1996 - Kady, calciatore brasiliano
- 1996 - Klaudia Kardasz, pesista polacca
- 1996 - Thembi Kgatlana, calciatrice sudafricana
- 1996 - Ardit Krymi, calciatore albanese
- 1996 - Benjamín Kuscevic, calciatore cileno
- 1996 - Mykola Matvijenko, calciatore ucraino
- 1996 - Lisa Mayer, velocista tedesca
- 1996 - Silvia Semeraro, karateka italiana
- 1996 - Wesley Sena, cestista brasiliano
- 1996 - D'Mitrik Trice, cestista statunitense
- 1997 - BamBam, rapper e cantante thailandese
- 1997 - Amin Bukhari, calciatore saudita
- 1997 - Ron Jackson, cestista statunitense
- 1997 - Andre James, giocatore di football americano statunitense
- 1997 - Harris J, cantante britannico
- 1997 - Nicole Koller, ciclista su strada, mountain biker e ciclocrossista svizzera
- 1997 - Marc Polmans, tennista australiano
- 1997 - Alex Stein, cestista statunitense
- 1997 - Pape Mamadou Sy, calciatore senegalese
- 1997 - Aaron Verwilst, ciclista su strada e pistard belga
- 1997 - Martin Vlach, pentatleta ceco
- 1998 - A.J. Dillon, giocatore di football americano statunitense
- 1998 - Tremaine Edmunds, giocatore di football americano statunitense
- 1998 - Javi Hernández, calciatore spagnolo
- 1998 - Blendi Idrizi, calciatore tedesco
- 1998 - Jonathan Ikoné, calciatore francese
- 1998 - Mats Köhlert, calciatore tedesco
- 1998 - Anders Dreyer, calciatore danese
- 1998 - Elijah Mitchell, giocatore di football americano statunitense
- 1998 - Dany Mota, calciatore portoghese
- 1998 - Bogdan Pavlović, giocatore di football americano serbo
- 1999 - Gustavo Henrique Alves Rodrigues, calciatore brasiliano
- 1999 - Klisman Cake, calciatore albanese
- 1999 - Andre Dozzell, calciatore inglese
- 1999 - Imane Khelif, pugile algerina
- 1999 - Camilla Labate, calciatrice italiana
- 1999 - Ifeatu Melifonwu, giocatore di football americano statunitense
- 1999 - Donat Rrudhani, calciatore kosovaro
- 1999 - Jorge Sanguina, calciatore paraguaiano
- 1999 - Riq Woolen, giocatore di football americano statunitense
- 2000 - Tomás Badaloni, calciatore argentino
- 2000 - Thomas Dean, nuotatore britannico
- 2000 - Darren Hall, giocatore di football americano statunitense
- 2000 - Lucas Halter, calciatore brasiliano
- 2000 - Lena Lattwein, calciatrice tedesca
- 2000 - Nadia Mattivi, hockeista su ghiaccio italiana
- 2000 - Xolidayboy, cantante ucraino
- 2000 - Mazin Mohamedein, calciatore sudanese
- 2000 - Nicola Nanni, calciatore sammarinese
- 2000 - Alec Pierce, giocatore di football americano statunitense
- 2000 - Jiang Ranxin, tiratrice a segno cinese
- 2000 - Zé Vitor, calciatore brasiliano
- 2000 - Dagur Dan Þórhallsson, calciatore islandese
- 2000 - Jordan Travis, giocatore di football americano statunitense
- 2000 - Callum Wright, calciatore inglese

## XXI secolo(26)
- 2001 - Yuki Kawamura, cestista giapponese
- 2001 - Oleksandra Kovalenko, nuotatrice artistica ucraina
- 2001 - Marco Mancebo, calciatore uruguaiano
- 2001 - David Miculescu, calciatore rumeno
- 2001 - Yerson Mosquera, calciatore colombiano
- 2001 - Agustín Santurio, calciatore uruguaiano
- 2002 - Thelo Aasgaard, calciatore norvegese
- 2002 - Skelly Alvero, calciatore francese
- 2002 - Riccardo Cervi, hockeista su pista italiano
- 2002 - Jordan Crooks, nuotatore britannico
- 2002 - Rushwin Dortley, calciatore sudafricano
- 2002 - Nathan Holder, calciatore olandese
- 2002 - Thomas Nadalini, pattinatore di short track italiano
- 2002 - Noah Naujoks, calciatore olandese
- 2002 - Killian Sardella, calciatore belga
- 2003 - Trey Alexander, cestista statunitense
- 2003 - Flurina Neva Bätschi, snowboarder svizzera
- 2003 - Ghaith Ouahabi, calciatore tunisino
- 2004 - Anastasia Pagonis, nuotatrice statunitense
- 2004 - Agustín Rodríguez, calciatore argentino
- 2005 - Lucas Agazzi, calciatore uruguaiano
- 2005 - Nishesh Basavareddy, tennista statunitense
- 2005 - Jak Crawford, pilota automobilistico statunitense
- 2005 - Jan-Carlo Simić, calciatore tedesco
- 2008 - Aldiyar Ramazanov, nuotatore artistico kazako
- 2015 - Charlotte di Galles, principessa britannica